# Hemyda decumana
Hemyda decumana là một loài ruồi trong họ Tachinidae.